# След росомахи
«След росомахи» — советский художественный фильм, снятый на киностудии «Ленфильм» в 1979 году по одноимённой повести Юрия Рытхэу (опубликована в журнале «Октябрь» № 1 за 1977 год). Современная интерпретация старинной чукотской легенды о любви.

## Сюжет
Учёный-этнограф Тутриль, очень долго не был дома — в родном чукотском посёлке. И вот, спустя много лет, его потянуло на свою малую родину («Не возможно моржу всё время на суше»), где он решил навестить своих родителей и записать родной фольклор и традиции, которые, являются предметом его работы. Во время своего путешествия, случилось ему отправиться на охоту за росомахой. Росомаху Тутриль не добыл, но нашёл свою любовь…

## В ролях
| Актёр                | Роль                                  |
| -------------------- | ------------------------------------- |
| Рауза Тажибаева      | главная роль, охотница Айнана         |
| Юрий Хван            | главная роль, учёный-этнограф Тутриль |
| Николай Ользей-Оол   | отец Тутриля Онно                     |
| Мария Степанова      | мать Тутриля Камынэ                   |
| Нурмухан Жантурин    | охотник на пенсии, отчим Айнаны Токко |
| Дарима Сангажапова   | директор школы Долина Андреевна       |
| Шолпан Джандарбекова | мать Айнаны Маюнна                    |
| Уайс Султангазин     | водитель Коноп                        |
| Ольга Ензак          | мать Чайгына Коляна                   |
| Римма Кабдалиева     | жена Чайгына Рита                     |
| Т. Яковлева          | девушка Тутриля Лена                  |

## Съёмки
Съёмки велись на Чукотке, в Мурманской области и в Крыму: на Чукотке в Бухте Провидения, съёмочная группа два месяца жила в селе Сиреники, занимая не только общежитие, но и здание школы, также «чукотскую» натуру снимали в Мурманской области в Хибинах на плато Расвумчорр, и в Крыму в окрестностяъ Ялты.

## Цензура
В фильме было две сцены с обнажённой женской грудью охотницы Айнаны, но одну из них при приёмке фильма госкомиссией была вырезана, осталась только одна — при этом в кадре работала дублёрша актрисы Раузы Тажибаевой — Катя Иванова, продавщица из соседнего с «Ленфильмом» цветочного магазина.

## Музыка
Саундтрек к фильму Георгия Кропачева «След росомахи» поразил даже привыкших ко всяким необычным вещам киношников и превратился позже в отдельную сюиту «Айнана».
Написанная к фильму музыка — 17-частная сюита «Айнана» Александра Кнайфеля — первая работа этого композитора в игровом кино, получила признание, в 1990-е годы фонограмму хотел выкупить Дэвид Бирн; сюита может быть записана только с помощью «оркестра громкоговорителей», когда расставленные, подобно живым музыкантам, в зале динамики подключены к общему пульту, позволяя панорамировать звук, заставляя его «гулять в пространстве», повторная запись была произведена только в 2024 году премьерой прозвучав на XIII Платоновском фестивале:

Партитура «Айнаны» предназначена для поделенного на шесть голосов небольшого хора, выстроенного по принципу пирамиды (от шести басов к одному высокому сопрано), и батареи ударных инструментов. Однако просто собрать вокалистов и ударников для исполнения будет недостаточно. Кнайфель использует в «Айнане» технологию сэмплирования, накладывая на живое звучание магнитофонную запись.

## Значение и критика
Фильм, по мнению «Лента.ру» входит в число лучших фильмов о Русском Севере стал символом региона и знаковым фильмов о Чукотке, о жизни чукчей и их культуре, наряду с фильмами «Начальник Чукотки», «Белый шаман», и другой экранизацией Юрия Рытхэу «Когда уходят киты», при этом, например, писатель Роман Сенчин в 2020 году отмечал, что эту экранизацию произведения «самого известного чукчи Советского Союза» он лично считает наиболее удачным фильмом.
Исполнитель главной роли Юрий Хван считал, что создатели фильма не смогли полностью раскрыть потенциал фильма, упустив возможности предоставленные сценарием и натурой:

С одной стороны, главный режиссер Георгий Кропачев в сценарии Ю.Рытхэу стал выпячивать некий социальный подтекст, очень модный среди интеллигенции в тот период (утрата исторических корней, возвращение к истокам, губительная роль цивилизации). И это наложило отпечаток на всю картину, в том числе на изобразительный ряд.

С другой стороны, оператор Валера Миронов, в общем-то, сугубо городской житель, с пространственным восприятием именно городской, даже можно сказать, питерской архитектуры, в которой ему все же было привычней работать. Валера просто потерялся, не найдя адекватного пространственного изображения чукотской поэмы о любви, каковой на самом деле являлась история, рассказанная в сценарии Ю. Рытхэу. Хотя, казалось бы, сама фактура, природа Чукотки, совершенно изумительные пейзажи бескрайнего снега, сливающегося на горизонте с чистейшим голубым небом,- все это предполагало совершенно фантастический изобразительный ряд в фильме…